# Guix System
Guix System (anciennement GuixSD) est une distribution du système GNU constituée exclusivement de logiciels libres dont la gestion est assurée par le gestionnaire de paquet GNU Guix. Cette distribution utilise le noyau Linux-libre, et prochainement Hurd. Cette distribution a aussi la particularité d’utiliser le gestionnaire de service GNU Shepherd,,,,,,,,.

## Histoire
La réalisation en 2012 d’un gestionnaire de paquets souleva au sein du projet la question d’une distribution officielle du système,.
Malgré le souhait affiché par la communauté de lui conférer le nom officiel du projet (GNU), il fut décidé de nommer ladite distribution d’un autre nom pour ne pas nuire au développement des distributions GNU/Linux soutenues par la FSF. Finalement les deux parties trouvèrent un consensus autour du nom Guix System Distribution (GuixSD) proposé par Richard Stallman.
La nouvelle distribution fut ainsi ajoutée le 3 février 2015 à la liste des distributions GNU/Linux soutenues par la Free Software Foundation.
Depuis la version 0.12.0, l’environnement de bureau GNOME est disponible.